# Nabi
Nabi는 대한민국의 만화가 김연주의 만화 작품이다. 가상의 동양풍 국가인 수(水)국과 문(文)국을 배경으로, 어느 날 갑자기 세상 밖으로 뿔뿔이 흩어지게 된 아이들의 이야기를 다루고 있다.
2003년부터 2004년 동안에 대원씨아이의 격주간 만화잡지 〈이슈〉에서 연재된 '동일한 세계관의' 단편들을 바탕으로 출판한 단편집이 〈NABI the proto type〉이다. 총 6편의 단편이 수록되어 있다.
그 후 동 잡지에 연재된 소녀왕의 연재가 마무리되자, 이제는 월간지로 바뀐 〈이슈〉 2006년 12월호부터 〈Nabi〉라는 제목으로 연재를 시작하여, 현재도 연재중이며, 단행본은 2012년 기준 13권까지 발매되었다.

## 등장인물
- 김묘운 (金 妙雲)  홍하영(본명)

어느 눈오던 날, 칼을 맞고 죽어가는 것을 성호월에 의해 구조된다. 검을 배우고 싶지 않다고 청해, 검을 배우지 않았으나, 뛰어난 재능을 가지고 있다. 사실은 수 나라의 명문 무가인 홍가(洪家)의 후계자. 북방무관 홍진원의 무남독녀로 어릴때부터 남장을 하고 남자로 키워졌으나, 홍진원의 숙적인 손석명에 의해 납치당하고, 가문도 멸문한다. 묘운은 스승이 죽은게 손 가 에의한 걸 알게되자,손가 에게 복수할 것을 결심한다.
- 류상 (柳 尚)

파란 눈을 가진 소년으로, 자신의 눈을 쳐다보거나 그것에 대해 이야기 하는 것을 싫어한다. 미래를 보는 소류를 볼 수 있다. 묘운과 화병을 깨트린 일로 사이가 매우 안좋아짐. 위녹 출신으로, 권세 있는 집안에서 태어났으나 파란 눈으로 태어나 불륜의 씨앗인게 밝혀져 어머니에게 버림받음.
- 이아루 (李 娥樓)

묘운과 류상이 데리고 온 여자아이. 소수민족의 아이인듯 하다. 항상 외출할 때면 어머니가 만들어주었다던 모자를 쓰고다닌다.
- 주하림 (霞林) (한아)

어느 날 찾아온 무명씨로, 손석명의 명으로 성호월을 공격한다. 예전에 묘운과 류상의 도움을 받은 적이 있다. 비행선에서 류상과 묘운을 만났을 땐 한아(여장)의 모습을 하고 있었다.
- 손소류 (霄流)

하림이 모시고 있는 가문의 고명딸. 꿈을 통해 미래를 보는 힘을 가지고 있다. 옛날의 묘운을 자신의 집에서 탈출시켜 주었다. 하림을 자신의 집을 데리고 온 인물.
- 강적영 (赤英)

류상과 묘운과 함께 수나라로 온 15살의 남자아이. 참고로 그의 아버지는 문의 장군이었으나 죽었고, 그녀의 어머니는 적들의 화살 세례의 자결. 성호월에 의해 무기연서원으로 오게 되었다. 류상과는 같은 방을 씀. 현재는 아루와 함께 진 이사나의 집에서 지내고있다.
- 성호월

묘운과 류상의 사부. 수나라의 월령성가의 사람. 고아나 부모가 없는 어린아이, 부모에게 버림받은 아이들을 보살펴준다.
- 진 이사나 (怡思娜)

소류의 정혼자. 연수 진가의 후계자. 수 나라의 황제의 사촌.
- 손석명

수의 재상으로 손소류의 아버지. 소류의 미래를 보는 능력을 이용하고 있다. 소류를 잃지 않기 위해 과거 묘운이를 납치했다가 역으로 소류가 납치당하자 홍가를 멸문시켰다. 주하림을 받아준 사람.
- 성휘연

<순애보>에 실린 작가의 단편<문門>에 등장하는 인물. 월령 성가의 방계로, 충월령 성가의 신으로 일컬어지는 그녀의 가문이 유배당할 당시에 여행 중이어서 그 위험을 피했다. 사형의 도움으로 이사나의 집에 묵게 되나, 점점 이사나를 좋아하게 된다. 이사나가 소류를 받아들일 수 없는 이유이기도 하다. 본편에는 등장하지 않았다.
- 겸 (謙)

하마트 평원 너머에 있는 전사민족 '샨' 족장의 손녀. 공녀를 보내라는 수의 협박에 수로 보내진다. 성(星)을 좋아하지만 도망가지 않고 수로 간다. 수 황실에서 황제의 후궁이 되어 '세빈'이라는 칭호를 받았다. 수황제의 생일날 탈출을 꾀하다 운좋게 황제가 살해당하자 주범으로 몰려 총탄 세례를 맞고 죽는다.
- 성 (星)

'샨' 출신으로 서로 내색하진 않았지만 겸이를 좋아한다. 겸이를 수로 데려갈 때 겸이에게 도망치자고 제안하지만, 거절당한다.
- 한아 (韓兒)

패전국 미온에서 볼모로 온 소녀. 미온국의 애기무당으로 미온이 멸망할 때 함께 죽을 처지였으나, 손석명이 목숨을 보존시켜 이용할 목적으로 데려왔다. 하림이를 대신하여 죽은 듯 하다.
- 진가유

수의 황제. 여색을 상당히 밝히는 듯 하다. 대외적으로 팽창정책을 시도하는 듯. 탈출을 꾀한 겸이에 의해 의도치 않게 죽는다.

## 줄거리
'묘운'이 사부의 품에 안겨 무기연 서원에 오게 된다. 무슨 일 때문인지는 모르나, 류상과 묘운은 '화병'을 깨뜨린 일로 이후 말을 한마디도 안할 정도로 사이가 벌어지게 된다.(정확히는 류상이 묘운의 머리에 던진 일) 그 상태로 대략 10년 후 '주하림' 이 홍씨 성을 가진 아이를 찾으러 무기연 서원을 찾아온다. 사부는 5일의 말미를 주고 아이를 데려가지 않기를 바랐지만 주하림은 결국 아이를 데려가기 위해 자객을 데리고 옵니다.(*홍씨 성을 가진 아이는 '묘운이')자객들이 오자 사부는 아이들을 모두 피신시켰고 주하림이 잠시 내적갈등을 겪지만(사부와 손석명), 사부를 찔러 죽인다. 그 사이 묘운과 류상, 적영과 아루는 '수(水)나라로 가면 안 된다'라고 한 단의 말의 말을 어기고 수로 도망간다.

## 단행본
- 지음: 김연주
- 그림: 김연주
- 출간: 대원씨아이

### 단편집
- 수록 작품: 물푸레나무, 別(별), 아이의 오후, 눈이 꽃에게, 아루입니다, 유리알

1. NABI the proto type - 2005년 1월 31일 (ISBN 9788952888822)

### 본편
1. Nabi 1권 - 2007년 2월 24일 (ISBN 9788925209968)
2. Nabi 2권 - 2007년 7월 30일 (ISBN 9788925215655)
3. Nabi 3권 - 2007년 12월 27일 (ISBN 9788925221403)
4. Nabi 4권 - 2008년 6월 30일 (ISBN 9788925229942)
5. Nabi 5권 - 2008년 11월 27일 (ISBN 9788925236483)
6. Nabi 6권 - 2009년 4월 30일 (ISBN 9788925243863)
7. Nabi 7권 - 2009년 10월 30일 (ISBN 9788925252384)
8. Nabi 8권 - 2010년 5월 28일 (ISBN 9788925260785)
9. Nabi 9권 - 2010년 10월 29일 (ISBN 9788925269511)
10. Nabi 10권 - 2011년 3월 30일 (ISBN 9788925275208)
11. Nabi 11권 - 2011년 8월 30일 (ISBN 9788925283104)
12. Nabi 12권 - 2012년 2월 27일 (ISBN 9788925293516)
13. Nabi 13권 - 2012년 7월 26일 (ISBN 9788967250775)
14. Nabi 14권 - 2012년 12월 28일 (ISBN 9788967258238)
15. Nabi 15권 - 2013년 6월 28일 (ISBN 9788968223877)
16. Nabi 16권 - 2013년 12월 27일 (ISBN 9788968229886)
17. Nabi 17권 - 2014년 6월 24일 (ISBN 9791156255703)
18. Nabi 18권 - 2015년 2월 25일 (ISBN 9791157541782)
19. Nabi 19권 - 2015년 8월 24일 (ISBN 9791133400218)
20. Nabi 20권 - 2016년 3월 23일 (ISBN 9791133412952)
21. Nabi 21권 - 2016년 9월 28일 (ISBN 9791133424818)
22. Nabi 22권 - 2017년 2월 21일 (ISBN 9791133440955)
23. Nabi 23권 - 2017년 9월 26일 (ISBN 9791133457762)
24. Nabi 24권 - 2018년 5월 23일 (ISBN 9791133474387)

## 같이 보기
- 김연주
- 소녀왕
- Fly
- PLATINA
- 순애보
- messenger
- 성도체스터 살인사건
- 윙크(만화출판사)